# Maigret en meublé
Cet article concerne le roman. Pour le téléfilm, voir Maigret en meublé (téléfilm).
Maigret en meublé est un roman policier de Georges Simenon publié en 1951 aux Presses de la Cité. Il fait partie de la série des Maigret.
Simenon a écrit ce roman du 14 février au 21 février 1951 dans sa grande propriété isolée, dénommée Shadow Rock Farm à Lakeville (Connecticut), États-Unis, soit à quelque 5 800 km de Paris où se déroule l'action.
Maigret pénètre dans l’intimité de la petite communauté formée par un quartier presque provincial, au cœur de Paris, où tous les personnages sont sympathiques, même les coupables.
Le roman se déroule à Paris (rue Lhomond), dans les années 1950. L’enquête dure environ une semaine et se déroule au début du printemps.

## Personnages
- Françoise Boursicault, née Binet : sans profession (infirme), mariée, pas d’enfants, 48 ans.
- Julien Foucrier : amant de Françoise, 44 ans.
- Mlle Clément : propriétaire, environ 40 ans.
- Émile Paulus : jeune délinquant, 19 ans.
- Albert Janvier : inspecteur de la P.J.

## Résumé
Un vol a été commis dans une boîte de nuit de Montparnasse. Le coupable est rapidement identifié : il s'agit du jeune Emile Paulus, que la police ne parvient pas à retrouver. L'hôtel meublé de la rue Lhomond, où Paulus louait une chambre, est étroitement surveillé. Un soir, alors qu'il s'occupe de la surveillance, l'inspecteur Janvier est grièvement blessé par un coup de revolver. Maigret décide de mener l'enquête lui-même et, sa femme étant absente de Paris, il s'installe dans l'hôtel meublé de la rue Lhomond où règne Mlle Clément, la propriétaire affable, optimiste et espiègle. Le commissaire ne tarde pas à découvrir que cette brave vieille demoiselle cache Paulus dans sa chambre à coucher : le jeune homme avait tellement besoin de réconfort ! Or, de sa cachette, Paulus n'a pas pu tirer sur Janvier.
Maigret, obstiné, reste dans l'hôtel meublé, et selon sa méthode, s'y incruste, s'imprègne de l'ambiance quasi provinciale du quartier, interroge ses habitants et aperçoit enfin une piste : Françoise Boursicault, l'infirme qui occupe le deuxième étage de l'immeuble d'en face, reçoit secrètement des visites en l'absence de son mari, commissaire à bord d'un navire qui assure la liaison entre Bordeaux et l'Afrique équatoriale. Maigret commence à fouiller le passé un peu trouble de Françoise. Lorsque le mystérieux visiteur lui téléphone pour lui dire qu'il est prêt à se constituer prisonnier si le commissaire lui promet de ne pas inquiéter Françoise, Maigret accepte. L'homme se livre donc et raconte son étonnante histoire.
- Dénouement

L'homme s'appelle Julien Foucrier. Vingt-cinq ans auparavant, il avait rencontré Françoise, jeune fille séduisante dont il était tombé amoureux. Pour lui offrir une vie aisée, il avait commis un meurtre et un vol. Poursuivi par la police, il était parti à l'étranger et avait vécu dix-huit ans à Panama. Rentré en France depuis sept ans, il a par hasard retrouvé Françoise mariée. Son amour pour elle, loin de s'éteindre, s'est même affermi avec la maladie qui l'a paralysée et il venait régulièrement la voir quand son mari était absent. Le soir du crime, Boursicault allait rentrer d'un de ses voyages et Foucrier, qui avait vu la rue surveillée par la police, croyait qu'on avait retrouvé sa trace. Abattre l'inspecteur de service était sa seule issue.
Françoise Boursicault ne sera pas mêlée à l'affaire. À contrecœur, Maigret arrête Foucrier parce qu'il le faut bien.

## Éditions
- Édition originale : Presses de la Cité, 1951
- Livre de Poche, n° 14226, 1999  (ISBN 978-2-253-14226-3)
- Tout Simenon, tome 5, Omnibus, 2002  (ISBN 978-2-258-06046-3)
- Tout Maigret, tome 5, Omnibus, 2019  (ISBN 978-2-258-15046-1)

## Adaptations
- Sous le titre The Cactus, téléfilm anglais d'Eric Taylor, avec Rupert Davies (Commissaire Maigret), diffusé en 1961.
- Maigret op Kamers,, téléfilm hollandais, avec Kees Brusse (Commissaire Maigret) diffusé en 1965.
- Maigret en meublé, téléfilm français de Claude Boissol, avec Jean Richard (Commissaire Maigret), Mony Damès (Mlle Clément) diffusé en 1972.
- Maigret en meublé, téléfilm français de Laurent Heynemann, avec Bruno Cremer, Commissaire Maigret), Maria Schneider (Mme Boursicault) diffusé en 2004.

## Source
- Maurice Piron, Michel Lemoine, L'Univers de Simenon, guide des romans et nouvelles (1931-1972) de Georges Simenon, Presses de la Cité, 1983, p. 328-329  (ISBN 978-2-258-01152-6)